# Jorge Falcón (Tangosänger)
Jorge Falcón (Luis Ángel Iglesias; * 15. Oktober 1949 in Buenos Aires; † 2. Juli 1987) war ein argentinischer Tangosänger.

## Leben und Wirken
Falcón trat zu Beginn seiner Laufbahn, noch unter seinem Namen Luis Iglesias, mit Gruppen wie Tango 5, Buenos Aires 5 und den Orchestern von Jorge De Luca und Gabriel Clausi auf. Schließlich schloss er sich dem Orchester von Héctor Varela an, mit dem er mehr als zwanzig Titel beim Label Microfón aufnahm, teils im Duo mit Fernando Soler oder Diego Solís. 1977 sang er auf Varelas LP Azúcar, pimienta y sal den Titelsong von Tití Rossi und Héctor Varela nach einem Text von Abel Aznar im Duett mit Soler.
Varela förderte Falcóns Laufbahn als Solosänger; so kam es, dass in der Folgezeit acht Aufnahmen mit dem von Ernesto Rossi, dem ehemaligen Arrangeur und Leadbandoneonisten Varelas, geleiteten Orchester entstanden und zehn weitere mit dem Orchester Raúl Plates, darunter sein größter Erfolg, der Tango El amor desolado. Sein erstes Soloalbum Solo Buenos Aires erschien 1978 beim Label JR. In den 1980er Jahren hatte er einen Vertrag bei CBS Records, wo er die LPs La Noche, el Tango y el Amor (1982), El Amor Desolado (1984) und Para Todos...Con Amor (1986) veröffentlichte. Nach einem Autounfall und einem Zusammenbruch während einer Show in Rosario wurde eine Krebserkrankung Falcóns diagnostiziert, der er im Folgejahr im Alter von 38 Jahren erlag.

## Aufnahmen
- Desecho de amor (von Juan Vaccaro und José Fuentes)
- Fue aquel beso (von Juan Vaccaro und Victorio Sardi)
- Para qué renegar (von Gabriel Clausi)
- Yo estoy loco por vos (von Roberto Marano)
- Arolas (von Gabriel Clausi und Mario Gomila)
- Aquel libro (von Gabriel Clausi und A. Guastavino)
- Azúcar, pimienta y sal (von Tití Rossi und Héctor Varela, Text von Abel Aznar)
- Sabor de adiós
- Y te parece todavía
- Haceme cucú (mit Fernando Soler)
- El amor desolado (von Alberto Cortez und José Dicenta Sánchez)